# Gotee Records
Gotee Records es una discográfica de hip hop cristiano, con sede en Franklin (Tennessee) en los Estados Unidos.

## Historia
El sello fue fundado en 1994 por TobyMac, Todd Collins y Joey Elwood. La discográfica fue parte de EMI Christian Music Group, pero desde el 2008 es distribuida por Warner Bros. Records. El primer álbum producido es Lovin' the Day del grupo Out of Eden. El presidente actual de la compañía es Toby McKeehan.
McKeehan le dio el nombre de "Gotee" por la canción Socially Aceptable del álbum Free at Last del trío cristiano DC Talk.

## Artistas

### Artistas actuales[6]
- Capital Kings
- Finding Favour
- Hollyn
- House of Heroes
- Jamie Grace
- Stephanie Smith
- Ryan Stevenson

### Ex-artistas
GRITS